# Ireneu de Tir
Ireneu (grec antic: Εἰρηναῖος; llatí: Irenaeus) va ser bisbe de Tir. Prèviament havia estat comes de l'Imperi Romà d'Orient.
Com a comes va representar a l'emperador Teodosi II el Jove al Concili d'Efes del 431 i després d'acabar se'n va anar a Constantinoble per contraposar la seva influència a la dels representants de Ciril I d'Alexandria, cosa que va aconseguir durant un temps, però finalment Teodosi II es va declarar contra els nestorians i va expulsar Ireneu de la seva cort l'any 435. Un decret imperial contra els nestorians en va ordenar la deposició i la privació del seu caràcter clerical, cosa que es va efectuar el 448.
L'any 444 els bisbes orientals el van nomenar bisbe de Tir.
Quan es va jubilar, Ireneu va escriure una història de la lluita nestoriana amb el títol de Tragoedia seu Commentarii de Rebus in Synodo Ephesina ac in Oriente gestis, també publicat sota el nom de Variorum Patrum Epistolae ad Coneilium Ephesinum perlinentes. L'obra original en grec s'ha perdut.